# Pedro Petiz
Jorge Pedro Galo Petiz (* 29. Oktober 1986 in Porto) ist ein ehemaliger portugiesischer Automobilrennfahrer. Er ist ein älterer Bruder des Rennfahrers Tiago Petiz.

## Karriere
Petiz begann seine Motorsportkarriere im Kartsport und war bis 2003 in dieser Sportart aktiv. 2004 gab er in der Formel Baviera sein Formelsportdebüt und beendete seine erste Saison auf dem achten Platz. 2005 wechselte er in den Renault Mégane Eurocup. Nachdem er 2005 Dreizehnter und 2006 Siebter geworden war, gewann er 2007 den Meistertitel der Rennserie. 2008 ging Petiz im Porsche Supercup an den Start. Er belegte den 19. Gesamtrang. 2009 kehrte Petiz in den Formelsport zurück und trat in der Superleague Formula an. Für das von Zakspeed betreute Team von Sporting Lissabon startend gewann er in Monza ein Rennen. Am Saisonende belegte sein Team den zwölften Platz in der Meisterschaft.
Seit 2010 ist Petiz in keiner Rennserie mehr an den Start gegangen.

## Karrierestationen
| - 2004: Formel Baviera (Platz 8) - 2005: Renault Mégane Eurocup (Platz 13) | - 2006: Renault Mégane Eurocup (Platz 7) - 2007: Renault Mégane Eurocup (Meister) | - 2008: Porsche Supercup (Platz 19) - 2009: Superleague Formula (Platz 12) |